# Катастрофа Ан-24 в заливе Сиваш
Катастрофа Ан-24 в заливе Сиваш — авиационная катастрофа, произошедшая вечером понедельника 23 октября 1978 года в заливе Сиваш недалеко от села Емельяновка. Авиалайнер Ан-24Б Ставропольского ОАО авиакомпании «Аэрофлот» выполнял плановый пассажирский рейс SU-6515 по маршруту Ставрополь — Симферополь — Кишинёв — Львов, но через 1 час и 25 минут после взлёта у лайнера отказали оба двигателя. Экипаж, доложив об этом диспетчеру, попытался запустить левый двигатель, но он перешёл в режим обратной тяги, после чего лайнер потерял управление и вошёл в крутую спираль со снижением. Через 1 минуту нахождения в таком состоянии лайнер рухнул в залив Сиваш и полностью разрушился. Погибли все 26 человек на борту — 21 пассажир и 5 членов экипажа.
На 2024 год это крупнейшая авиационная катастрофа на территории Республики Крым.

## Самолёт
Ан-24Б с бортовым номером 46327 (заводской — 97305504, серийный — 055-04) был выпущен заводом Антонова 26 августа 1969 года. Всего на момент катастрофы авиалайнер имел в общей сложности 15 851 часов налёта и 13 457 посадок.

## Экипаж
Самолёт пилотировал экипаж из 83 лётного отряда, имеющий следующий состав:
- Командир воздушного судна (КВС) — Владимир Михайлович Дубинин;
- Второй пилот — Владимир Владимирович Юнкин;
- Штурман — Владимир Борисович Латалин;
- Бортмеханик — Владимир Александрович Лисицын
- Стюардесса — Нина Рудольфовна Воробьёва.

## Катастрофа
Ранее в этот день экипаж уже совершил рейсы по маршруту Ставрополь—Грозный—Ставрополь. Теперь же им предстояло совершить рейс 6515 по маршруту Ставрополь—Симферополь—Кишинёв—Львов. Всего на борту находился 21 пассажир. В 18:14 МСКрейс SU-6515 вылетел из Ставропольского аэропорта, рейс выполнял Ан-24Б борт СССР-46327, летящий из Ставрополя во Львов с промежуточными остановками в Симферополе и Кишинёве. После набора высоты лайнер занял эшелон 2400 метров и начал следовать по запасной трассе 29Б (Геленджик—Тобечинское—Ленино—Емельяновка—Симферополь).
Небо над Ставрополем было малооблачным, а видимость более 10 километров. Но в районе Керчи и далее облачность была уже сплошная с нижней границей 600—800 метров и верхней 3000—3500 метров. Ветер на высоте 2400 метров был западный сильный (40—50 км/ч). Помимо этого, по мере приближения к Симферополю повышалась интенсивность обледенения.
В 19:39, когда Ан-24 летел на высоте 2450 метров в облаках уже около 15 минут, с экипажем связался диспетчер аэропорта Симферополь и на его запрос пилоты сообщили: «Полет в облаках, имеется обледенение», а следом «Обледененьице неплохое». Через минуту экипаж связался с диспетчером и доложил, что у них отказал левый двигатель, а через 14 секунд уточнили, что отказали уже оба, в связи с чем экипаж принял решение снижаться в сторону суши. После этого экипаж на связь уже не выходил.
В 19:40, спустя 1 час 25 минут 31 секунд с момента взлёта из Ставрополя, у Ан-24 почти одновременно, с интервалом в 3,5 секунды отказали оба двигателя, а воздушные винты автоматически зафлюгировались. Тогда экипаж совершил крутой левый поворот в сторону суши, при этом скорость упала до 250 км/ч, а затем попытался запустить левый двигатель. Двигатель не запустился, но зато при попытке возникла обратная тяга, из-за чего скорость упала уже до 186 км/ч, а также возник левый крен в 45°. Авиалайнер вышел на закритические углы атаки и по глубокой спирали начал снижаться, при этом у него начала расти поступательная скорость. Возник пикирующий момент, поэтому экипаж потянул штурвалы на себя до упора; это вызвало увеличение угловой скорости и на высоте около 500 метров самолёт совершил полный виток на 360° вокруг продольной оси. Спустя полторы минуты с момента остановки двигателей в 19:41 Ан-24 с поступательной скоростью 490 км/ч и с вертикальной 90 м/с под углом пикирования 50° носовой частью и левой плоскостью крыла врезался в поверхность залива Сиваш и разрушился. Все 26 человек в самолёте погибли.
Самолёт обнаружили на следующий день затонувшим на глубине 2,5 метра и в 24 километрах юго-восточней села Емельяновка. Хотя слой воды имел высоту всего 2,5 метра, далее на глубину 4,5—5 метров шёл слой мягкого ила. Работы по подъёму обломков начались уже в день обнаружения и проводились практически в нулевой видимости до 18 ноября, когда был поднят левый двигатель. Все основные обломки и бортовые самописцы были подняты на поверхность.

## Причины
По данным расшифровки данных бортового самописца МСРП-12-96 в течение 79 минут полета (кроме первых 7 минут) было установлено, что противообледенительную систему (ПОС) крыла и хвостового оперения экипаж не включал, ПОС двигателей не включалась вплоть до 3-й минуты от конца записи (падения в воду), а включалась ли она в течение следующих 1,5 минут до останова двигателей, определить было невозможно. Кран отбора воздуха на обогрев входных направляющих аппаратов и воздухозаборников левого двигателя при подъёме из воды был обнаружен в открытом состоянии, но на бортовых самописцах не было зафиксировано его открытия, то есть он мог быть открыт либо в течение первых 7 минут, либо в период между 3 и 1,5 минут до конца записи.
Для определения причин комиссия провела лётные и стендовые испытания двигателей в условиях обледенения. При летных испытаниях первый сброс льда (толщиной 40 миллиметров) в двигатель произошёл через 1 минуту и более после включения обогрева и не вызывал автоматического флюгирования воздушного винта. На стенде сброс льда приводил к автофлюгированию воздушного винта через 40—45 секунд после включения ПОС двигателя. Лётное испытание со льдом толщиной 65 мм привело к сбросу льда и мгновенному останову двигателя с автоматическим флюгированием винта. Было также отмечено, что на лопатках ВНА и первой ступени компрессора при попадании льда не оставалось никаких деформаций или забоин.
По результатам работ комиссия сделала вывод, что одновременная остановка двигателей, приведшая к катастрофе, была, вероятно, вызвана обледенением воздухозаборников и входных направляющих аппаратов с последующим сбросом льда в газовоздушные тракты двигателей в результате позднего включения экипажем их обогрева. Также комиссия отметила, что в РЛЭ отсутствовали рекомендации по действиям при отказе обоих двигателей в полёте, а программа тренировок экипажей по действиям в таких условиях (ночь, полёт в облаках и при обледенении) отсутствовала, что и поспособствовало переходу аварийной ситуации в катастрофическую.